# Eugen Eldracher
Eugen Karl Eldracher (* 8. Mai 1907 in Hirschhorn (Neckar); † vermutlich 1944 gestorben, 1960 für tot erklärt) war ein deutscher Leichtathlet, der in den späten 1920er Jahren als Sprinter aktiv war. Er nahm an den Studentenweltspielen 1928 in Paris und 1930 in Darmstadt teil und gewann vier Medaillen:
| Jahr     | 1928                       | 1930                       |
| Platz    | Bronze 100 m, Silber 200 m | Silber 100 m, Silber 200 m |
| Zeit (s) | 10,9, 22,8                 | 10,9, 21,9                 |

Im Jahr 1929 wurde er Deutscher Vizemeister über 100 Meter. Am 30. Juni desselben Jahres erzielte er in Mannheim mit 10,4 s seine persönliche Bestzeit und egalisierte damit als achter Läufer den 1920 von dem Amerikaner Charles Paddock aufgestellten Weltrekord.
Er startete für Eintracht Frankfurt. Mit der 4-mal-100-Meter-Staffel dieses Vereins wurde er 1928, 1931 und 1932 Deutscher Meister.
| Personendaten    | Personendaten                              |
| ---------------- | ------------------------------------------ |
| NAME             | Eldracher, Eugen                           |
| ALTERNATIVNAMEN  | Eldracher, Eugen Karl (vollständiger Name) |
| KURZBESCHREIBUNG | deutscher Leichtathlet                     |
| GEBURTSDATUM     | 8. Mai 1907                                |
| GEBURTSORT       | Hirschhorn (Neckar), Deutsches Kaiserreich |
| STERBEDATUM      | um 1944                                    |
| STERBEORT        | unsicher: Russland                         |